# Maska szatana
Maska szatana (wł. La maschera del demonio) – włoski horror z 1960 roku w reżyserii Mario Bavy na podstawie opowiadania Wij Nikołaja Gogola.
Debiut reżyserski Mario Bavy.

## Fabuła
W 1630 roku w hospodarstwie Mołdawii młoda arystokratka Asa Vajda i jej kochanek Igor Javutic są oskarżeni o konszachty z Szatanem przez trybunał Inkwizycji. Sąd pod przewodnictwem brata Asy piętnuje ich i skazuje na śmierć na stosie. Nim wyrok zostanie wykonany, Asa przeklina brata i jego potomków. Maski z metalowymi kolcami w środku są nakładane na twarze Asy i Javutica, powodując ich śmierć. Nagła burza zapobiega jednak spaleniu, więc ciało Asy zostaje pochowane w rodzinnej kaplicy, a te Javutica w odosobnionym zakątku cmentarza, na niepoświęconej ziemi.
Dwieście lat później profesor medycyny Kruvajan i jego asystent doktor Gorobec są w drodze do Moskwy. W Mirgorodzie ich powóz zostaje uszkodzony przed ruinami kaplicy. Lekarze mimo ostrzeżeń woźnicy zwiedzają miejsce. Kruvajan wyjaśnia, że otwór jednej z trumien w okolicach głowy to dawna praktyka sprawdzająca czy osoba posądzona o czary wciąż jest w grobie. Gdy Kruvajan z ciekawości zrywa maskę ze zwłok czarownicy, rani się w rękę, lecz on i Gorobec nie zwracają na to większej uwagi. Opuszczając kaplicę, spotykają córkę księcia Vajdy – Katię. Wyjaśnia ona, że kaplica należy do ich rodu, lecz nie została odnowiona jako uznana za przeklętą. W międzyczasie woźnica naprawia powóz, a lekarze kontynuują podróż.
W zamku Vajdów książę Vajdzie wydaje się, że gryf na portrecie Asy się poruszył. Mówi on swemu słudze Ivanowi, że sto lat po skazaniu Asy i Javutica w Dzień Świętego Jerzego trzęsienie ziemi zniszczyło kaplicę i tajemniczo zmarła księżna Masza, jako zemsta Asy. Masza była łudząco podobna do Asy, tak jak Katia co szczególnie niepokoi Vajdę. Ivan zaleca noszenie ze sobą krucyfiksu do odstraszenia demonów. Tymczasem lekarze nocują w gospodzie. Właścicielka prosi Kruvajana, by towarzyszył jej córce Sonii w drodze obory znajdującej niedaleko cmentarza. Tam z grobu powstaje Javutic na polecenie odradzającej się Asy. Nachodzi Vajdę, który go odpędza krucyfiksem. Syn Vajdy, Constantino podejrzewa go o gorączkę i nakazuje ściągnięcie jednego z lekarzy z gospody.
Kruvajan natyka się na Javutica przedstawiającego się jako wysłannik Vajdów. Docierają do zamku, lecz Kruvajan zostaje uwięziony w ruinach kaplicy. Asa nadal się odradza i wyjaśnia, że to dzięki krwi Kruvajana. Ten chce uciec, ale jest pod wpływem Asy. Kruvajan odwiedza Vajdę i nakazuje schować krzyże. Rankiem Vajda jest martwy, a Kruvajan znika bez śladu. Gorobec też niepokoi się nagłą nieobecnością kompana. Dowiaduje się od gospodyni o jego wyjeździe do zamku Vajda. Tam widzi na karku Vajdy ślady po ukąszeniu. W rzece zostają odkryte zwłoki zabitego stajennego Borisa, mającego przywieźć Kruvajana. Wieść ta dociera do Vajdów i Gorobeca. Sonia, będąca świadkiem zabrania Kruvajana, mówi że nie był to dobrze znany jej Boris, ale ktoś podobny do portretu Javutica.
W zakrystii Gorobec bada ciało Borisa zmarłego w ten sam sposób co Vajda. Czuwającego popa niepokoją słowa o Javuticie. Nocą w zamku pojawia się Kruvajan, którego odstrasza stara ikona odnaleziona przez Gorobeca. W trakcie przygotowań do pogrzebu Vajdy, ogień uszkadza portret Javutica, ale przez to odkryte jest tajemne przejście w kominku. Gorobec i Constantino docierają do ruin kaplicy, gdzie leży żywa Asa. Gorobec biegnie po popa, a Constantino wraca do zamku, lecz Javutic wrzuca go do wypełnionej kolcami zapadni. Gorobec i pop docierają na cmentarz, by zabić Javutica. W jego grobie znajduje się jednak Kruvajan, którego Asa zmieniła w wampira. Pop zabija go drewnianym kołkiem i nakazuje Gorobecowi zrobić to samo z ciałem Vajdy. Ostrzega też, że ciało Katii jest potrzebne Asie do całkowitego zmartwychwstania.
W zamku przerażona Katia widzi powieszonego Ivana, a potem swego ojca będącego wampirem. Javutic ratuje Katię przed Vajdą zabijając go i zabiera ją do grobowca Asy, która dzięki krwi Katii odzyskuje siły życiowe. Gorobec wdaje się w walkę z Javuticem. Ratuje go wydostały się z zapadni Constantino, zabijając Javutica, lecz umiera od wcześniejszych ran. Gorobec przybywa do grobowca, gdzie początkowo bierze Asę za Katię. W porę rozpoznaje Katię po krucyfiksie na szyi, a Asę po wciąż rozkładający się ciele. Pop przybywa z grupą mężczyzn z wioski, którzy chwytają Asę i palą ją na stosie. Po jej śmierci Katia wraca do życia i jednoczy się z Gorobecem.

## Obsada
- Barbara Steele
  - księżna Asa Vajda,
  - księżniczka Katia Vajda
- Lydia Simoneschi – księżna Asa Vajda (głos)
- John Richardson – dr Andrej Gorobec
- Giuseppe Rinaldi – dr Andrej Gorobec (głos)
- Andrea Checchi – prof. Choma Kruvajan
- Emilio Cigoli – prof. Choma Kruvajan (głos)
- Maria Pia Di Meo – księżniczka Katia Vajda (głos)
- Ivo Garrani – książę Vajda
- Arturo Dominici – Igor Javutic
- Enrico Olivieri – książę Constantino Vajda
- Massimo Turci – książę Costantino Vajda (głos)
- Tino Bianchi – Ivan
- Gino Baghetti – Ivan (głos)
- Antonio Pierfederici – pop
- Germania Dominici – Sonia
- Clara Bindi – gospodyni
- Flaminia Jandolo – gospodyni (głos)
- Renato Terra – Boris
- Mario Passante – woźnica Nikita
- Vinicio Sofia – woźnica Nikita (głos)
- Giorgio Capecchi – Wielki Inkwizytor (głos)
- Nando Gazzolo – Narrator (głos)

Źródło:

## Produkcja

### Przygotowania

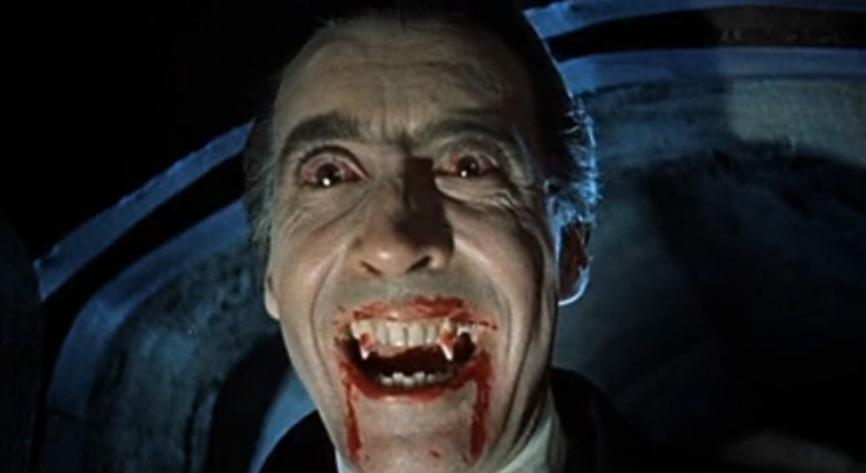
Dracula z 1958 roku stał się główną inspiracją dla Mario Bavy do stworzenia horroru jako swojego debiutu reżyserskiego.

Od końca lat 50. do początku lat 60. włoska wytwórnia filmowa Galatea Film była jednym z najaktywniejszych producentów kina gatunkowego we Włoszech. Zapoczątkowała fenomen ówczesnego peplum swoimi kasowymi hitami Herkulesem (1958) oraz Herkulesem i królową Lidią (1959), które odniosły sukces również w Stanach Zjednoczonych. Amerykańscy dystrybutorzy stwierdzili, że są gotowi sfinansować włoskie filmy gatunkowe, nawet jeśli nie są one popularne we Włoszech.
Producent Massimo De Rita, wedle własnych słów, przekonał prezesa Galatei – Lionello Santiego do zaproponowania operatorowi filmowemu dwóch pierwszych filmów z Herkulesem – Mario Bavie stanowisko reżysera. Wcześniej Bava nieoficjalnie współreżyserował Herkulesa i królową Lidię, a także inne filmy Galatei – Caltiki il mostro immortale (1959) i mającą problemy produkcyjne Bitwę pod Maratonem (1959) pomagając je ukończyć, co przekonało Santiego o przyznaniu mu własnego filmu, przeznaczonego na rynek zagraniczny. De Rita twierdził też, że przekonał Santiego o zwiększenie budżetu filmu w porównaniu z tym, co jego zdaniem pozwoliłoby filmowi przynieść zysk.
| „Prawda jest taka, że kiedy robię film, czuję się dobrze. Ale nie lubię być obserwowany, gdy to robię, nawet jeśli nie zdaję sobie sprawy, że jestem obserwowany. (...) Kiedy byłem operatorem, chowałem się pod czarną tkaniną starego modelu aparatu DeBrie... Kiedy filmuję w plenerze, odgradzam teren liną, aby odstraszyć gapiów, i włączam na nich reflektory, aby w ogóle nic nie widzieli. Prawdopodobnie z tego samego powodu, dla którego używam tyle mgły w swoich filmach! Nie ze względu na styl czy atmosferę, ale po to, żeby ludzie nie gapili się na mnie, kiedy kręcę...”. – Mario Bava |

45-letni wówczas Bava nie był przekonany co do nowej roli i dużo lepiej się czuł jako „niewidzialny” człowiek ekipy filmowej: „Czułem, że nie ma sensu zostać reżyserem, ponieważ moim zdaniem reżyser musi być prawdziwym geniuszem. Poza tym byłem całkiem zadowolony z bycia kamerzystą. Zarobiłem dobre pieniądze i do tego czasu nauczyłem się wszystkich sztuczek mojego zawodu”. Kierownik produkcji Armando Govoni twierdzi, że pierwsze doświadczenia Bavy jako reżysera nie były zrażające: „Myślenie, że film tego rodzaju mógłby narazić Bavę na trudności, to dla niego obraza. Bava był głównym operatorem filmowym. Reżyserzy cały czas szli do niego po radę o tym, gdzie powinni umieścić aparat, aby uzyskać najlepszy punkt widzenia. Więc wyreżyserowanie tego filmu przez Bavę było »jak zwykle«. Być może miał pewne problemy z reżyserowaniem aktorów”.
W związku z niedawnym sukcesem brytyjskiego Draculi (1958) Terence’a Fishera wytwórni Hammer Film Productions, Bava zdecydował się na nakręcenie horroru. Horror nie był poważanym gatunkiem we włoskiej kinematografii i poza ledwie kilkoma tytułami do 1960 roku nie powstał praktycznie żaden film z tego gatunku, głównie dlatego że włoska cenzura ściśle kontrolowała ukazywanie na ekranie „gwałtownych motywów i przerażających obrazów”.

### Scenariusz i preprodukcja
Bava postanowił oprzeć swój projekt na opowiadaniu Wij autorstwa ukraińskiego pisarza Nikołaja Gogola, opublikowanym po raz pierwszy w 1835 roku w zbiorze Mirgorod. Historia opowiada o spotkaniu grupy studentów ze starą wiedźmą, która potrafi przemienić się w piękną kobietę. Śmierć wiedźmy przywołuje wija, przywódcę gnomów o żelaznej twarzy i oczach zdolnych do przenikania dusz, pokrytych ciężkimi powiekami, które zwisają do ziemi. Bava często czytał tę historię swoim dzieciom, aby je uśpić. Pierwszy szkic scenariusza, czterostronicowy treatment zatytułowany Il Vij, jest datowany 1 września 1959 i ściśle podąża za oryginałem Gogola. Przenosząc akcję do współczesnych czasów, opowiada historię młodego małżeństwa, które natrafia na opuszczony kościół i spotyka starca, który opowiada im historię córki setnika, która w nocy przemieniała się w wiedźmę, aby nękać filozofa, co kończy się pobiciem jej na śmierć. Nieumarła wiedźma następnie apeluje do wija, aby wymazał duszę filozofa z jego ciała. Pod koniec opowieści okazuje się, że małżeństwo jest reinkarnacją filozofa i wiedźmy, która deklaruje, że będzie go nawiedzać na zawsze. 

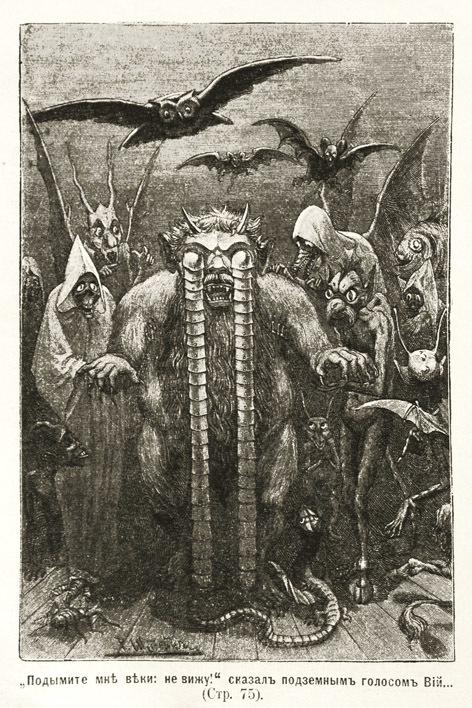
Ilustracja z rosyjskiego wydania Wija z 1901 roku przedstawiająca tytułowego wija i gnomy.

Santi uznał scenariusz Bavy za niezadowalający i zatrudnił głównego scenarzystę Galatei – Ennio De Conciniego, który był współautorem obu filmów z Herkulesem oraz Bitwy pod Maratonem, aby pomógł reżyserowi przekształcić jego koncepcję w odpowiedni scenariusz. Według Sergio Leone, De Concini „o wiele lepiej radził sobie z improwizacją historii na żywo przed producentami, niż spisywaniem ich”, co w połączeniu z jego bardzo aktywnym okresem scenopisarskim w latach 1958–1960, skłania do przekonania, że udział De Conciniego w scenariuszu ograniczył się jedynie do wniesienia pomysłów które ukształtowały. Tim Lucas, biograf Bavy uważa, że to Marcello Coscia, który wcześniej pracował z Bavą przy La morte viene dallo spazio (1958) i Caltiki il mostro immortale, opracował pełny scenariusz.
W napisach filmowych tylko De Concini i montażysta filmu – Mario Serandrei figurują jako scenarzyści; oficjalne dokumenty zarchiwizowane w bibliotece Centro Sperimentale di Cinematografia w Rzymie wymieniają Bavę, Serandreia, De Conciniego i Coscię, a także Dino De Palmę. Inne dokumenty przypisują współautorstwo także Fede Arnaudowi, Domenico Bernabeiemu, Walterowi Bedogniemu, Lucio Torelliemu i Marii Nocie. Lucas uważa, że Serandrei nie miał udziału w tworzeniu scenariusza i prawdopodobnie został wyróżniony przez Bavę za naprawienie błędów narracyjnych w postprodukcji i uratowanie filmu w montażowni.
Podczas fazy pisania scenariusza tytuł filmu został zmieniony z Il Vij na La maschera del demonio (pol. Maska demona), aby wykorzystać sukces dwóch innych horrorów: amerykański Gabinet figur woskowych (1953) wydany we Włoszech jako La maschera di cera i brytyjskie Przekleństwo Frankensteina (1957) wydane jako La maschera di Frankenstein. Ministerialna Komisja Rewizyjna, do której wszystkie włoskie scenariusze filmowe musiały zostać przesłane do recenzji, zauważyła, że scenariusz Maski szatana jest tak pełen czarownic, wampirów, szkieletów, duchów, ze sporym udziałem morderstw i trupów, że „Dracula Fishera wygląda jak przedstawienie dla dzieci w porównaniu z tym”.
W filmie odniesienia do Wija są w większości powierzchowne: bohaterowie filmu, Andrej Gorobec, Choma Kruvajan i Javutic, są nazwani podobnie jak bohaterzy literacki oryginału – Tibierij Gorobiec, Choma Brut i Jawtuch, podczas gdy wioska Mirgorod dzieli swoją nazwę ze zbiorem, w której pojawił się Wij. W obu utworach poczesne miejsce zajmuje zrujnowana kaplica, przemiana wiedźmy w piękną młodą kobietę. Maski z brązu na twarzach Asy i Javutica to jest możliwe odniesienie do żelaznej twarzy i powiek tytułowego wija. Lucas dostrzega wykorzystanie przez Bavę w scenariuszu innych utworów rosyjskiej literatury. Według niego obecność Świętej Inkwizycji oraz kontemplacja metafizyki bliźniactwa przywodzi na myśl odpowiednio powieści Fiodora Dostojewskiego Bracia Karamazow i Sobowtór: poemat petersburski: „W rzeczywistości Maska szatana bardziej przywodzi na myśl posępne przemyślenia Dostojewskiego i niespokojne rodzinne sagi Tołstoja niż cokolwiek w wesołym, szalonym świecie Gogola”. Z kolei scena przedstawiająca księżniczkę Katię ma czerpać inspirację z opowiadania Kasjan z Krasiwej Mieczy Iwana Turgieniewa, którego autor/narrator spotyka mądrego, pomarszczonego karła o imieniu Kasjan podczas eksploracji dziwnego lasu, gdy jego woźnica zajmuje się zepsutą osią jego powozu. Obaj mężczyźni idą razem przez las, aż ich wzajemną konwersację przerywa nagłe pojawienie się pięknej, młodej dziewczyny zbierającej grzyby, która okazuje się być doskonale ukształtowaną córką zdeformowanego Kasjana.
W związku z popularnością Draculi główni antagoniści: Asa i Javutic zostali napisani jako wampiry rodem z Hammer Film Productions. Bava wspominał, że przed nakręceniem filmu nie wiedział, czym są wampiry: „W naszym kraju nie mamy wampirów. Jako dziecko słyszałem, jak nasza pokojówka opowiadała nam bajki o bandytach z Sardynii i Sycylii, co mnie przerażało, ale nigdy nie słyszałem o wampirze. W naszym kraju słońce odpędza takie rzeczy”.
Bava rysował liczne scenorysy, podczas których rozwijał styl wizualny filmu na podstawie swojej wcześniejszej pracy jako operatora filmowego i współreżysera. Lucas zauważa, że film ma motyw przewodni związany z oczami i widzeniem, a także ich upośledzeniem, jak na przykład ujęcie Asy patrzącej na wewnętrzne kolce „maski szatana” gdy zbliża się do jej twarzy, Andrej zakochujący się w Katii od pierwszego wejrzenia, czy także Kruvajan przebity kołkiem przez oko, zaś klamrę otwierającą i zamykającą film stanowią płomienie, które mają pochłonąć Asę. Czerpiąc inspirację z dwóch filmów, które wyreżyserował wspólnie z Riccardo Fredą, I vampiri (1957) i Caltiki il mostro immortale, Bava wykorzystuje Maskę szatana, aby rozwinąć częste używanie retrospekcji lub innych nawiasów fabuły, aby rozszerzyć zasięg swoich filmów poza ich narracyjne i budżetowe ograniczenia, w tym przypadku śmierć Maszy, potomkini Asy, która jest do niej niesamowicie podobna, służy podkreśleniu władzy, jaką Asa nadal sprawuje nad rodziną, nawet przed jej zmartwychwstaniem. Zgodnie ze scenorysem, uderzenie młotem w „maskę szatana” miało pierwotnie obejmować ujęcie gwoździ maski przebijających drewno kołka, do którego przywiązana jest Asa, wzmacniając przemoc.

### Casting

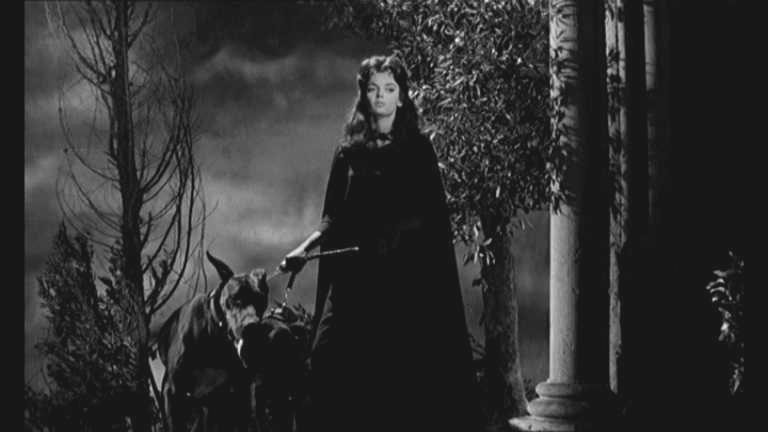
Barbara Steele w sekwencji z filmu.

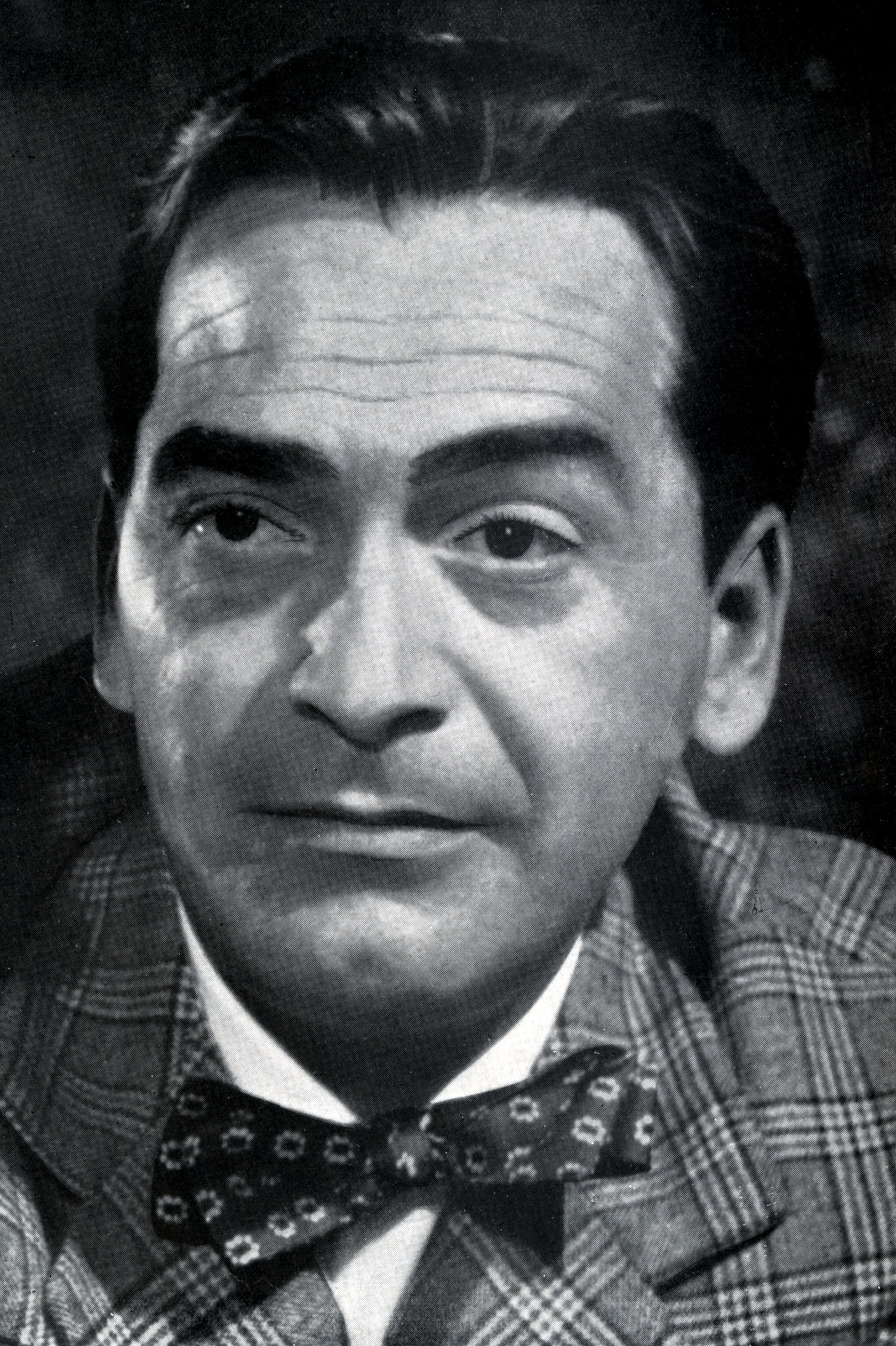
Andrea Checchi – odtwórca roli doktora Kruvajana.

Bava czuł, że Maska szatana potrzebuje brytyjskich aktorów, aby przekonać widzów, że zobaczą film tak potężny jak Dracula. Do podwójnej roli Asy i Katii Vajdów została wybrana Barbara Steele, angielska początkująca aktorka wcześniej występująca w kilku brytyjskich filmach dla The Rank Organisation, która właśnie zrezygnowała z roli w amerykańskim westernie Płonąca gwiazda (1960) z udziałem Elvisa Presleya, z powodu kłótni z reżyserem Donem Siegelem, a także strajku Screen Actors Guild w marcu 1960 roku: „Pamiętam, że miał miejsce ten straszny strajk w Screen Actors Guild, albo miał się wkrótce wydarzyć, więc wiedziałam, że praca w Hollywood będzie dość trudna do zdobycia. Postanowiłam więc polecieć z powrotem do Europy, znaleźć gdzieś ładną plażę i przeczekać”. Aktorka osiedliła się we Włoszech . Są dwie historie opisujące angaż Steele do Maski szatana: Bava, przeglądając portrety brytyjskich aktorów na kontrakcie z agencją castingową William Morris Agency, wybrał z tych zdjęć Steele. Powiedział wtedy, że Steele „miała idealną twarz do jego filmów”. Ona sama tymczasem wspominała, że Bava znalazł ją po tym, jak został urzeczony jej zdjęciami w sesji magazynu Life.
Główną rolę męską powierzono angielskiemu aktorowi i byłemu modelowi Johnowi Richardsonowi, który miał już okazję zagrać z Barbarą Steele w Bachelor of Hearts i Sapphire, a tak jak ją The Rank Organisation zakontraktowała go z 20th Century Fox. Na resztę obsady składali się na rodzimi aktorzy. Wśród członków obsady znalazł się Andrea Checchi, który wcześniej pracował z Bavą przy Buonanotte... avvocato! z 1955 roku. Arturo Dominici, który grał już Eurysteusza w Herkulesie i Nieto w Caltiki il monstro immortale, tutaj wciela się w Javutica, jego córka Germania wciela się też w rolę Sonii, córkę właścicieli gospody.
Ivo Garrani, który gra księcia Vajdę, był weteranem poprzednich filmów ze zdjęciami Bavy, a także jego przyjacielem. Aktor powiedział, że zachowanie Bavy na planie niewiele się zmieniło podczas jego przejścia na reżyserię w pełnym wymiarze godzin, gdyż według niego Bava był już reżyserem: „Udowodnił to w filmach, które wcześniej wspólnie kręciliśmy, ponieważ zawsze łapał się na reżyserowaniu i ratowaniu cudzych filmów. Naturalnym więc było zobaczyć go wreszcie na stołku reżyserskim. Ale Mario był też bardzo nieśmiały, zawsze miał tendencję do niedoceniania siebie. Nigdy nie mógłbyś go komplementować. Zawsze mówił: »Weź Ivo, o czym ty mówisz? Bądź poważny«. Ale był wyjątkowy i wszyscy o tym wiedzieliśmy”.

### Realizacja

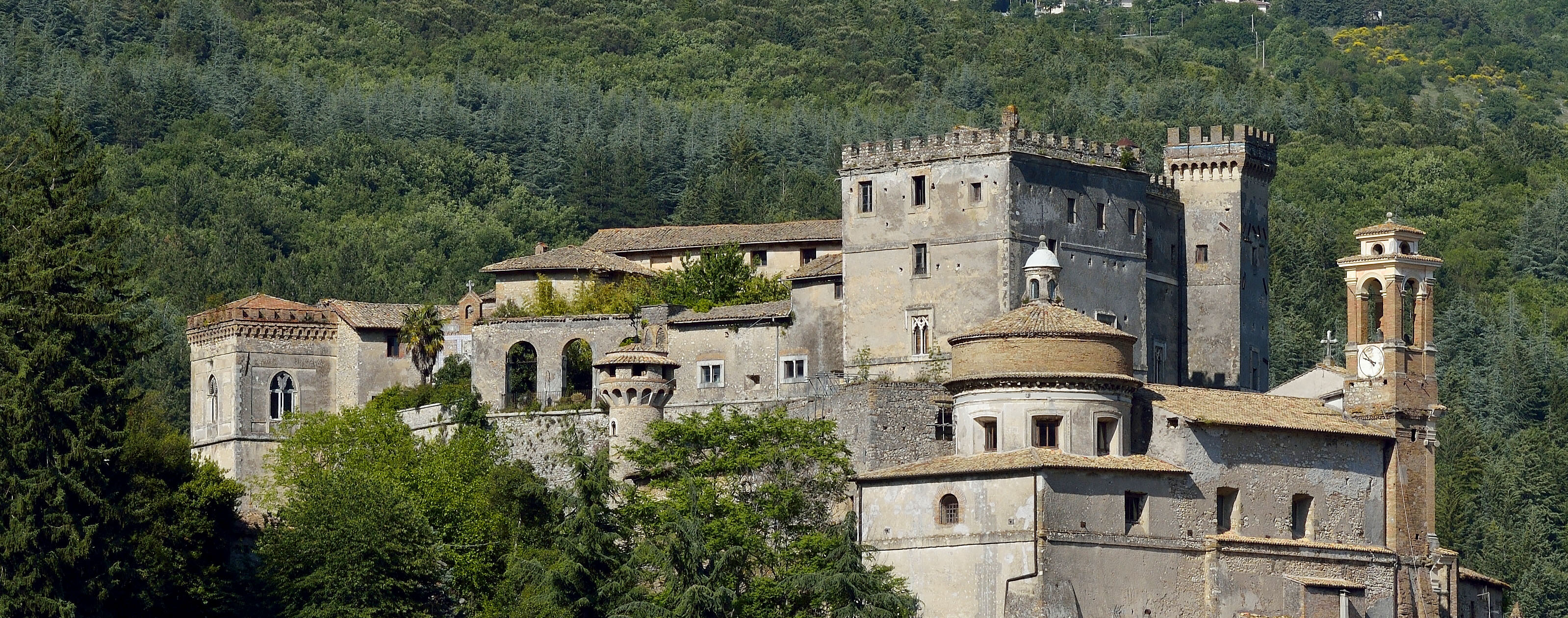
Maska szatana była częściowo sfilmowana w Château Massimo w Arsoli.

Barbara Steele po latach wspominała, że kręcenie odbyło się podczas zimy, często w plenerach: „Bava był śmiertelnie chory, tak jak wszyscy inni. Każdy miał jakiegoś strasznego wirusa i byliśmy całkowicie uduszeni przez cały ten suchy lód. Dobrze, że film został zdubbingowany później, ponieważ wszyscy byli całkowicie nosowi”. Jednak jej doniesienia nie mają pokrycia w faktach, jako że film był kręcony latem. Według Lucasa, kręcenie Maski demona zajęło około sześciu tygodni – średni czas dla produkcji Galatea, ale dłużej niż trzy do czterech tygodni normalnie przypisywane ówczesnym włoskim filmom – od 28 marca 1960 do 7 maja. Włoski eseista i historyk filmowy Roberto Curti twierdzi z kolei, że zdjęcia rozpoczęły się w czerwcu i trwały siedem tygodni . Większość filmu została nakręcona w studiach Scalera Film, a plenery i niektóre wnętrza kręcono w Château Massimo w Arsoli.
Na fali popularności Draculi Leopoldo Santi chciał, żeby film był kręcony w technicolorze, ale Bava nalegał na kręcenie w czerni i bieli. Uzasadnił ten wybór zarówno stylistycznie, jak i praktycznie, ponieważ sekwencje transformacji wymagały specjalnych czerwonych i zielonych świateł, niemożliwych do sfilmowania w kolorze. Zgodził się jednak na wykonanie fotosów w kolorze. Fotosy przedstawione były w oświetleniu, którego wyboru Bava i jego ekipa dokonali na potrzeby filmu i nie zostały zaaranżowane tak, aby pomieścić fotografa.
| „Nigdy nie będę kolejnym Antonionim. Uwielbiam za dużo improwizować, rozwiązywać problemy, tworzyć nowe sceny z czystej desperacji. Dobry reżyser nie działa w ten sposób; trzyma się litery scenariusza i swojego harmonogramu. Tak powstają arcydzieła”. – Mario Bava |

Armando Govoni wspominał Maskę szatana jako doświadczenie „bardzo męczące” charakteryzujące się długimi godzinami pracy, także po nocach. Lucas uważa, że to częściowo dlatego, że film wszedł do produkcji przedwcześnie, bez dokładnego przeglądu scenariusza lub rozważenia logistyki filmowania, co skłoniło Bavę do zaufania swemu instynktowi i improwizacji. M.in. w wyniku tego Asa i Javutic są różnie określani w całym filmie jako czarownicy, sataniści i/lub wampiry. Barbara Steele nie ukrywała, że Bava jako reżyser miał problemy z prowadzeniem aktorów: „Myślę, że Bava był reżyserem reżysera, w przeciwieństwie do reżysera aktora. Był całkowicie zaniepokojony wyglądem filmu. Nie pracował nad żadną koncepcją, szczególnie z aktorami; po prostu w to wpadliśmy. Właściwie to w pewnym sensie nas uratował”. Lamberto Bava opowiadał, że jego ojciec nigdy nie był usatysfakcjonowany swymi historiami i „nieustannie poprawiał swoje scenariusze, nawet po rozpoczęciu zdjęć, czasami zmieniając nawet 50–60% scenariusza”.
Podobna sprawa była przy Masce szatana, gdzie kompletność scenariusza zdjęć do filmu jest niejasna. Podczas gdy Govoni twierdzi, że przeczytał pełną wersję scenariusza w języku włoskim przed jego tłumaczeniem na angielski, Steele twierdziła, że aktorzy otrzymywali swoje strony scenariusza tylko przed nakręceniem sceny: „Otrzymywaliśmy strony każdego dnia. Nie mieliśmy pojęcia, co dzieje się w tym filmie. Nie mieliśmy pojęcia o końcu ani o początku, w ogóle. Jestem pewna, że Bava wiedział… [ale] może nie!”. Curti zauważa, że kompletna przetłumaczona na język angielski kopia scenariusza znajduje się wśród materiałów filmowych znajdujących się w archiwach Centro Sperimentale di Cinematografia. Większość aktorów recytowała swoje dialogi po angielsku, z wyjątkiem Checchiego i Dominicich. Govoni wspomina, że chociaż tłumaczenie oryginalnego włoskiego tekstu, które aktorzy otrzymali do pracy, było szorstkie, generalnie się go trzymali.
Innym utrudnieniem na planie było praca z Barbarą Steele. Aktorka często spóźniała się lub odmawiała przybycia na plan z powodu różnych nieporozumień: przykładowo Steele wierzyła w plotkę, jakoby Bava wynalazł specjalny film, który sprawiał, że jego bohaterowie pojawiali się nago. Nieprofesjonalne zachowanie Steele szczególnie denerwowało Arturo Dominiciego, który zmuszony był nosić ciężki i ciepły kostium podczas upalnych dni, a on z resztą ekipy filmowej czekał na jej przybycie. Skłoniło to Dominiciego do gniewnego powiedzenia reżyserowi o Steele: „Co ona sobie myśli, że kim jest? Marilyn Monroe?”. Sam Bava stwierdzał, że Steele była „na wpół szalona, bała się Włochów”. Steele po latach przyznała rację co do swego braku profesjonalizmu: „Tylko Bóg wie, że byłam wystarczająco trudna. Nie podobały mi się moje kły – zmieniałem je trzy razy. Nienawidziłam swojej peruki – zmieniałam ją cztery razy. Nie mogłam zrozumieć włoskiego. Nie chciałam grać walca Chopina. Na pewno nie chciałam, żeby rozdarli moją sukienkę i odsłonili piersi, więc zrobili dublet, który mi się wcale nie podobał, więc i tak to zrobiłam – pijana, ledwo po skończeniu 18 lat, zawstydzona i niezbyt łatwa dla otoczenia.” Przyznała się, że pod koniec kręcenia ona i Richardson byli podatni na napady nerwowego śmiechu z powodu stresu, jaki nagromadzili podczas kręcenia: „Osiągasz punkt bez powrotu, kiedy zaczynasz się śmiać. Śmiejesz się, ponieważ jesteś zdenerwowany, a potem stajesz się tak winny, że nie możesz przestać. Po prostu nie mogłam już dłużej patrzeć Johnowi w oczy, więc patrzyłem na jego nos, lewą część jego czoła – cokolwiek! Pod koniec Bava prawie dostał zawału serca. Myślał, że nigdy tego nie przeżyjemy!”

Doszło też do wypadku podczas kręcenia sceny, w której Asa ożywia Javutica i ten wstaje z grobu. Grający go Dominici pochowany na kilka minut – pod kostiumem, ciężkim płaszczem, lekką wersją brązowej „Maski Szatana” i kilkoma kilogrami zwilżonego wermikulitu – uległ się gorącu. wzmocnionemu przez studyjne światła i zemdlał. Ekipa filmowa nie była tego świadoma, dopóki Dominici nie wyłonił się na powierzchnię na zawołanie, i wszyscy rzucili się mu na pomoc przed możliwym uduszeniem. Po wykonaniu ujęć pulsującej ziemi, gdy Javutic próbował się wydostać, Bava pomyślał o bezpieczniejszym sposobie sfilmowania zmartwychwstania. Sfilmował więc rękę Dominiciego drapiącą się po kopcu ziemi pod niskim kątem. By rozweselić ekipę, Bava demonstrował różne komiczne sposoby, w jakie ujęcie mogło się rozegrać. 

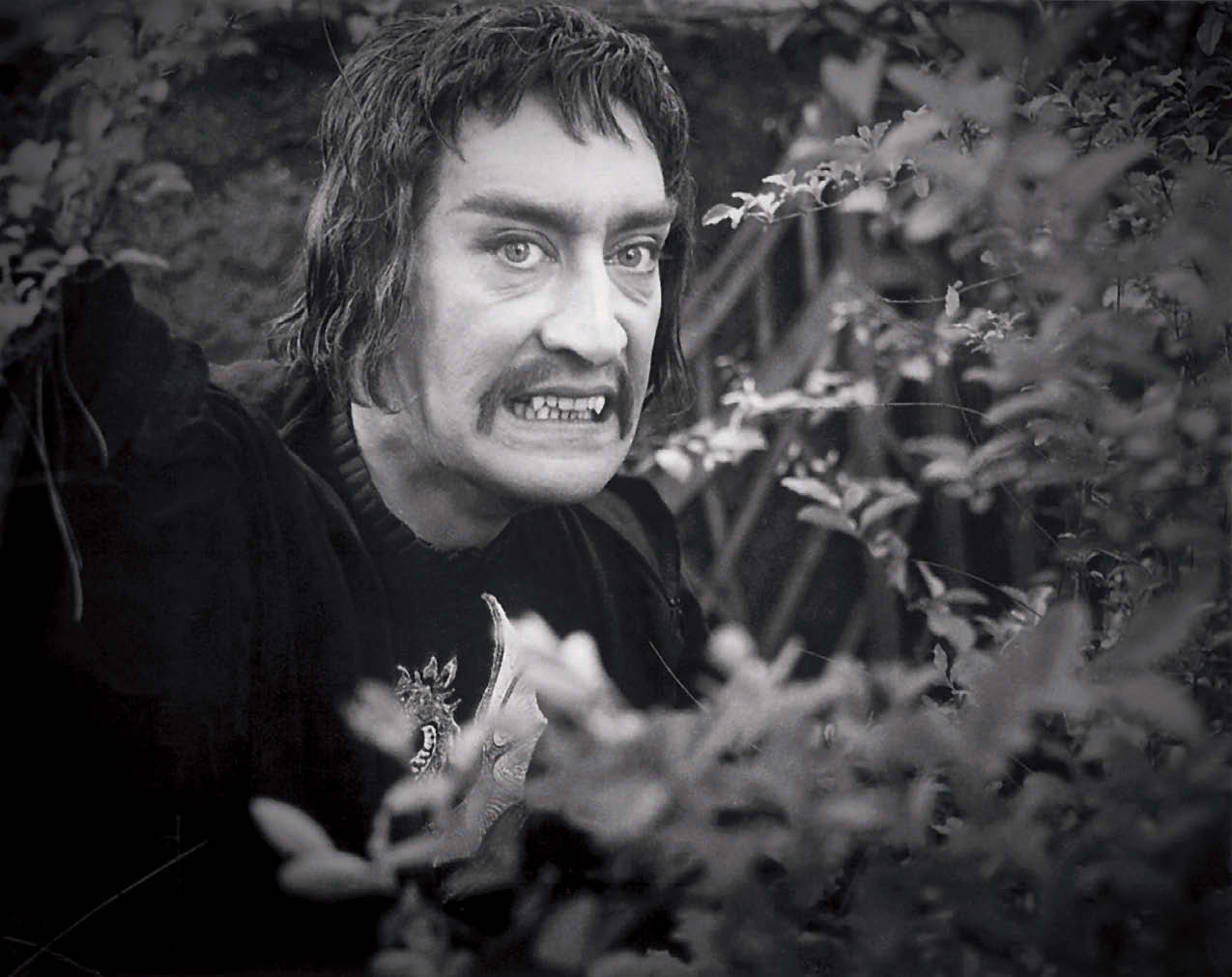
Pierwotnie wampiry w Masce szatana miały być wyposażone w kły, lecz w trakcie produkcji całkowicie z nich zrezygnowano.

Steele i Dominici byli początkowo wyposażeni w sztuczne wampirze kły, które nie pojawiają się w gotowym filmie. Bava wspominał, że poprosił aktorów, aby się ich pozbyli ze względu na ich banalny wygląd, podczas gdy Govoni twierdzi, że aktorzy byli kręceni z kłami, jednak w praktyce wyglądały one bardzo sztucznie i Serandrei w montażu usunął wszystkie ujęcia z nimi.
Chociaż Bava jest uznawany również za autora zdjęć do Maski szatana, Govoni twierdzi, że prawdziwym autorem zdjęć jest asystent operatora Ubaldo Terzano, który wedle jego słów oświetlał on plan zdjęciowy tak doskonale, że Bava rzadko musiał go poprawiać. Lucas zgadza się w tej kwestii, zauważając, że podczas gdy Bava dostarczał scenorysy i od czasu do czasu dostosowywał światła i soczewki, Terzano w dużej mierze kontrolował, które ujęcia zostaną nakręcone.
Ostatni tydzień zdjęć był zarezerwowany na efekty specjalne i ujęcia śledzące, do których Bava mógł użyć sprzętu do jazdy kamerowej, co jest rzadkością w jego reżyserskiej karierze. W scenie, w której Javutic wydaje się płynąć w kierunku księcia Vajdy, Dominici był sfilmowany z bliska, gdy jest ciągnięty przez kolejną prowizoryczną szynę. Późniejsza scena, w której Katia i Constantine patrzą na twarz zmarłego ojca, wykorzystuje obrót o 180 stopni, który został wykonany przy użyciu specjalnie dostosowanej kamery z modyfikacjami dokonanymi przez ojca Bavy, Eugenio, który obejmował tylny system promieniujących kierownic zdolnych do obracania kamery na jej oś. Jego ruch był tak niedostrzegalny, że Ivo Garrani uważał, że obrót został osiągnięty tylko dzięki montażowi.

### Efekty specjalne
Eugenio Bava opracował także kilka praktycznych efektów użytych w filmie. Obejmowały one przegubową woskową głowę ze zmechanizowanym wnętrzem, która przedstawiała głowę księcia Vajdy spalaną w kominku, oraz piankową lateksową maskę twarzy Asy, którą wykonał na podstawie zdjęć Steele bez konieczności wykonywania odlewu ciała. Aby stworzyć iluzję, że oczy Asy regenerują się w swoich oczodołach, zbudowano część grobowca zawierającą wydrążony obszar pod maską, w którym umieszczono zupę pomidorową i ryż, aby symulować krew i robaki. Eugenio Bava zaprojektował również maski szatana użyte w filmie. Wykonano dwie wersje każdej maski – jedną odlana z brązu, a druga będąca gumowym substytutem używana do noszenia przez aktorów.
Większość scen przedstawiających przejażdżki bryczką kręcono w Scalera Film. Ze względu na niewielkie rozmiary wykorzystywanej sceny dźwiękowej lasy stworzono za pomocą szklanej maski z pomalowanymi czarnymi smugami i kawałkami martwego drewna i paprociami na pierwszym planie. Dym był filtrowany przez studio, aby ukryć panoramę. Te sceny zostały zmontowane z prawdziwymi plenerami nakręconymi w pobliżu zamku Massimo, aby nadać im wiarygodności. Podczas zbliżeń na woźnicę, Bava sfilmował grającego go Mario Passante siedzącego na szczycie fałszywego powozu, z unoszącym się za nim dymem, który ożywił statyczną studyjną cykloramę.
Wejście do opuszczonej kaplicy Vajdów zostało zbudowane i oparte o zbocze wzgórza; zawierało małą, wyłożoną czarną wnęką, do której mogli wejść aktorzy. Dzień przeznaczony na zdjęcia był bardzo słoneczny, ale Bava zakamuflował słońce, fotografując pobocze zawsze przez sękate gałęzie martwych drzew, umiejętnie umieszczone na pierwszym planie jako element kadrowania, tworząc noc amerykańską.
Kiedy Steele pojawia się jako Asa i Katia w tym samym kadrze, Bava użył podwójnej ekspozycji i malowanego szkła, aby sfilmować postrzępioną krawędź. Inne przykłady malowanych na szkle prac Bavy w filmie to zewnętrzne ujęcie zamku Vajda, gdzie okno jest oświetlone światłem księżyca, oraz ujęcie kolczastej zapadni nad którą walczą Andrej i Javutic. Kiedy Javutic materializuje się przed Constantinem, Dominici stał w ciemności, pod kątem za kamerą, która po zapaleniu świateł przedstawiała jego odbicie uchwycone na szybie kątowego szkła umieszczonego między planem a soczewką.
Scena, w której Asa dotyka Katii i wysysa jej młodość, powtarza efekt, który Bava zastosował wcześniej w I vampiri podczas transformacji Giselle. Była to ta sama technika zastosowana do kręcenia sceny przemiany Doktora Jekylla i pana Hyde’a (1931) Roubena Mamouliana polegająca na użyciu kolorowego filtra, po którego odpowiednim dostosowaniu ujawnia się pasujący makijaż. Zmiana koloru nie była widoczna na czarno-białym filmie. Zmarszczki zostały narysowane na twarzy Steele czerwoną tłustą kredką, a wokół oczu i na policzki nałożono róż, aby nadać im ponury wygląd. Zmarszczki te były początkowo niewidoczne przy czerwonym oświetleniu, ale stawały się coraz bardziej widoczne, gdy w ich stopniowo instalowano zielone światła. Ten sam efekt wykorzystano w scenie jak Asa płonie na stosie.
Wybuch grobowca Asy był efektem miniatury; kawałki pokrywy zostały oderwane przez cienkie druty, aby odsłonić lalkę imitującą Steele w środku.

### Montaż i postprodukcja
Scenariusz prawdopodobnie był przerabiany także na etapie ostatecznego montażu. Lucas jako dowód pokazuje niekonsekwencję w postaci granych przez Barbarę Steele. Asa wydaje się być wystarczająco potężna, aby zniszczyć swój grobowiec i przywrócić Javuticowi życie, ale pozostaje uwięziona w grobowcu nawet po wyssaniu krwi Kruvajana. Z kolei odrzucenie przez Katię twierdzeń Sonii, że Javutic może żyć czy jej zalotne zaproszenie Andreja do pozostania w zamku sugerują, że Javutic miał pierwotnie porwać Katię wkrótce po swoim zmartwychwstaniu, a jej miejsce zajmowała Asa.
Tak jak większość filmów włoskich z tego okresu Maska szatana większość obsady miała podłożone głosy. Ich dubbing wykonało rzymskie studio Cooperativa Doppiatori Cinematografici. Maskę szatana nakręcono na taśmie Dupont w laboratorium Tecnostampa. Za synchronizację odpowiadała firma Nis Films.
Wytwórnia zleciła na rynek międzynarodowy angielską wersję językową Maski szatana wykonaną przez studio English Language Dubbers Association z Rzymu. Za reżyserię i dialogi odpowiadał George Higgins III, a jego asystentką była Gisella Mathews. Anglojęzyczny brzmiał The Mask of Satan.
Budżet wyniósł około 145 milionów lirów, co stanowi środek pomiędzy kosztem przeciętnej produkcji peplum (około 300 milionów lirów) a mniejszymi filmami gatunkowymi tworzonymi na rynki peryferyjne, które łatwo oscylują wokół budżetu 70 milionów lirów. Należy zauważyć, że te pieniądze nie są wydawane bezpośrednio przez Galateę i spółkę Jolly Film w rzeczywistości Galatea zastrzegła przedsprzedaż 60 mln lirów z firmą dystrybucyjną Unidis, natomiast 8 mln lirów pochodzi z Banca Nazionale del Lavoro, gdzie włoski rząd umożliwił udzielanie pożyczek uprzywilejowanych dla włoskich producentów filmowych.

## Premiera i odbiór
Po przyjęciu bez cięć przez Komisję Cenzury, film trafił do kin we Włoszech pod nazwą 11 sierpnia 1960. Film zarobił 139 milionów lirów, kiedy został wydany w kraju.
Curti pisze, że włoscy krytycy filmowi tamtych czasów bardzo negatywnie ocenili Maska demona, chociaż niektórzy komplementowali jej zdjęcia. We Francji z kolei odbiór był bardziej pozytywny. Fereydoun Hoveida z „Cahiers du cinéma” pochwalił film za niezwykłą mobilność ruchów kamery oraz sposób, w jaki styl wizualny Bavy tworzy fantastyczny i poetycki wymiar. Powiedział, że Bava był natychmiastowym twórcą filmowym o „duszy malarza”. Jean-Paul Torok również pochwalił film na łamach numeru „Positif” z lipca 1961 roku. Na okładce ów numeru znalazła się też Barbara Steele.
Kubański historyk filmowy i pisarz Carlos Clarens w książce An Illustrated History of the Horror Film wyraził opinię, że to był najlepszy i jedyny udany filmy Bavy, ponieważ ten „szybko odrzucił światłocień na rzecz bujnego Technicoloru i rozwinął reżyserskie rozkwity La maschera del demonio w manieryczne sztuczki, takie jak nieuzasadnione cięcia szoku i nieograniczone użycie obiektywu zmiennoogniskowego”. Podobnie zdanie wyraził Danny Peary na łamach kompendium Cult Movies twierdząc, że film „przekonał wielu z nas, że Mario Bava będzie siłą, z którą trzeba się liczyć przez wiele lat. Niestety, nigdy nie nakręcił drugiego filmu, który byłby w połowie tak dobry”.
Po latach włoscy krytycy lepiej ocenili Maskę szatana. Według Moranda Morandiniego „debiut reżyserski Bavy, znakomitego operatora i genialnego magika efektów specjalnych, który opierając się na sugestywnej scenografii, wzbogaconej o wirtuozowską fotografię, która decyduje o atmosferze, przestrzeniach i emocjach, prezentuje tu ćwiczenie z urojeniowej nekrofilii”. Paolo Mereghetti opisał Maskę szatana, „uznany przez angielskich i francuskich kinomanów (...) jest wciąż na wpół nieznany we własnym kraju (...). Był wzorem dla wielu włoskich reżyserów horrorów”.

## Wersja amerykańska

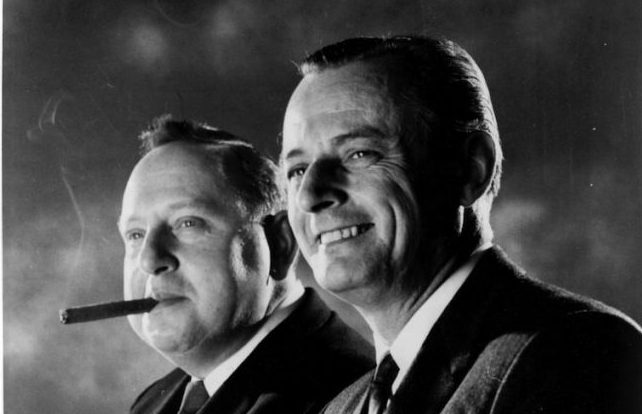
Samuel Z. Arkoff i James A. Nicholson

Samuel Z. Arkoff i James H. Nicholson z założonego przez siebie American International Pictures kupowali prawa do amerykańskiej dystrybucji włoskich filmów od 1959 roku, z pomocą ich rzymskiego agenta Fulvio Lucisano. W 1960 roku Lucisano zaprosił obu do Włoch, aby zobaczyli Maskę szatana. Arkoff mówił szerzej o tym pokazie w 1997 roku, mówiąc, że ponieważ oglądali z Nicholsonem włoską wersję językową filmu, tłumacz i Lucisano pomogli im poprowadzić ich przez fabułę. Arkoff uznał, że film jest „obrazem pierwszorzędnego reżysera horroru i suspensu” i po projekcji został przedstawiony Bavie, któremu pogratulował. AIP nabyło film za około 100 tys. dolarów, odzyskując budżet produkcyjny. 

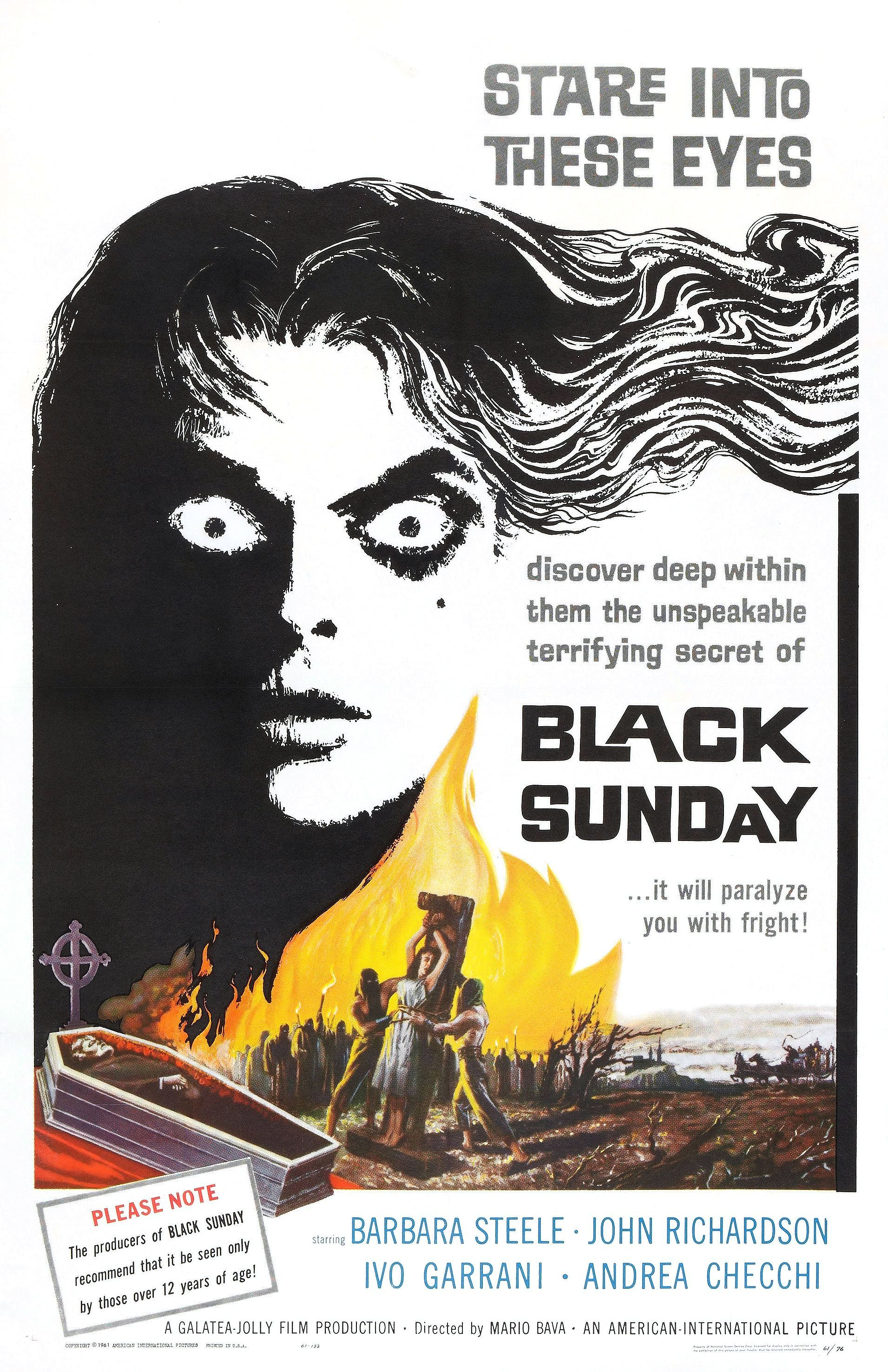
Amerykański plakat Maski szatana wydanej pt. Black Sunday.

Arkoff uznał dubbing autorstwa English Language Dubbers Association za „technicznie nie do przyjęcia” i kazał Lou Rusoffowi wyprodukować nową angielską wersję w Titra Sound Studios w Nowym Jorku, którą wyreżyserował Lee Kresel, a zmontował Salvatore Billitteri. Inną ingerencją AIP była zmiana imion części postaci – Choma nazywał się Thomas, Andrej nazywał się Andreas, a Igor Javutic Javuto.
W celu premiery filmu w Stanach Zjednoczonych AIP ponownie przemontowało niektóre sceny, a także usunęło lub skróciło co bardziej brutalne i seksualne sceny w filmie, w tym wbijanie maski w twarz Asy, scenę pocałunku Kruvajana celem wyssania mu krwi oraz zabicie Kruvajana przez popa. Arkoff argumentował, że „wszystkie filmy AIP były bardzo czyste, więc wszystko, co sugerowało zabawę – cudzołożenie zwłok, wiesz, co mówię? – nie znieślibyśmy tego”. Dialog między Katią i Andrejem, który służy rozwijaniu ich romantycznego związku, a także kulminacyjna wymiana między Andrejem a popem, w której były melodramatycznie lamentuje nad pozorną śmiercią Katii, również zostały usunięte, ponieważ AIP uważało, że młodociani widzowie, do których obraz był kierowany, zareagowaliby negatywnie na te sceny. W efekcie film został skrócony z 87 minu do 83 minut.
Muzyka Nicolosiego został zastąpiona nową autorstwa Lesa Baxtera. Arkoff i Nicholson uznali, że ścieżka dźwiękowa Roberta Nicolosiego była „zbyt włoska” i że amerykańskiej publiczności by się nie spodobała. Baxter poleciał do Nowego Jorku w 9 stycznia 1961, aby nagrać nową ścieżkę dźwiękową do filmu w Titra Sound Studios. Partytura Baxtera zawarła w kilku miejscach przerobioną „Macabra Sepoltura E Apparizione Di Katia” Nicolosiego. Baxter ponownie zaadaptował utwór jako piosenkę Jewels of the Sea ze swojego exoticowego albumu pod tym samym tytułem z 1961 roku.
AIP rozważało zatytułować film jako Witchcraft, The Curse lub Vengeance i ostatecznie otrzymał tytuł Black Sunday (pol. Czarna Sobota). Pod tym tytułem Maska szatana miała premierę w Allen Theatre w Cleveland 3 lutego 1961 roku. W pierwszym wydaniu Maska szatana była puszczana w podwójnym seansie z innymi filmami mniejszych niezależnych wytwórni jak brytyjskim Siostro, do dzieła (1959) czy amerykańskim Sklepikiem z horrorami (1960).

## Dziedzictwo i wpływ na kulturę
| [Mario Bava] Nakręcił pewien rodzaj filmu, według własnych pomysłów, na swój własny sposób – i uznał to doświadczenie za niezwykle uspokajające i terapeutyczne” – Lamberto Bava |

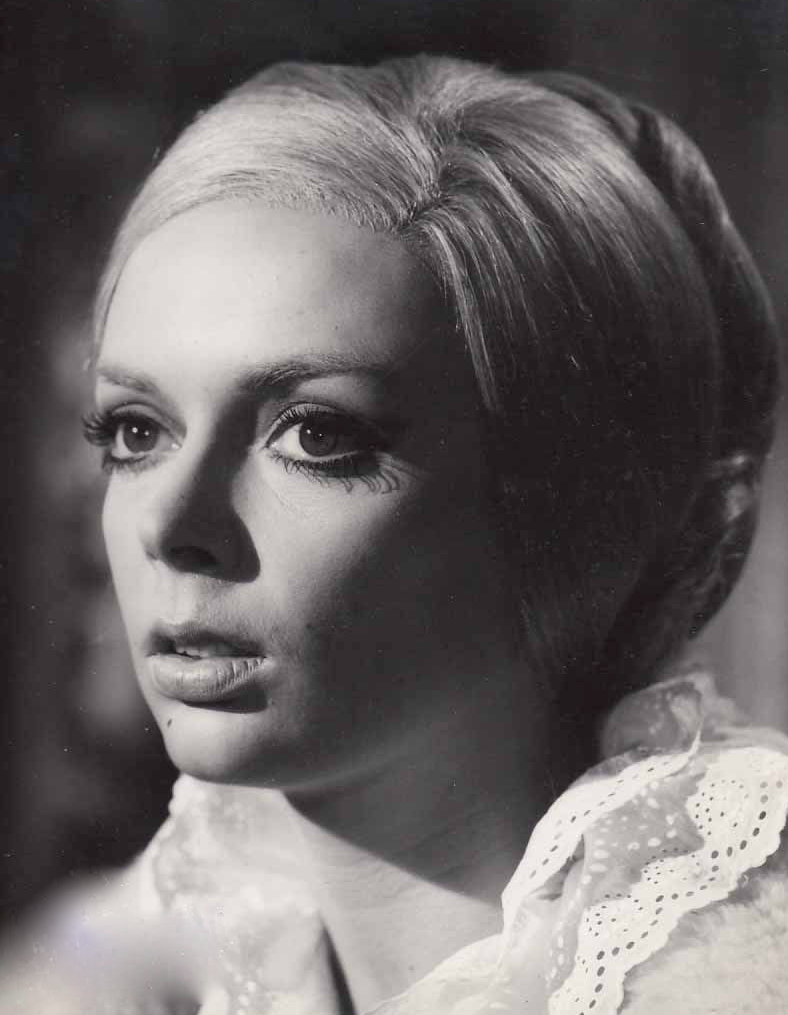
Barbara Steele w 1965 roku. Jej rola w Masce szatana pozwoliła jej zagrać w wielu horrorach lat 60. i 70. XX wieku.

Lamberto Bava, wspomina, że po premierze Maski szatana producenci zaczęli prosić jego ojca o kolejne filmy gatunkowe. Pod koniec lat 60. amerykański producent Lawrence Woolner skontaktował się z Bavą, aby przerobić Maskę szatana w kolorze; projekt nigdy się nie zmaterializował. Wij Gogola został ponownie zaadaptowany na ekran w 1967 roku w Związku Radzieckim jako Wij Konstantina Jershowa i Gieorgija Kropaczowa, a później w 1990 roku w Jugosławii jako Sveto mesto Đorđe Kadijevića. W 1989 roku Lamberto Bava nakręcił film telewizyjny pod tym samym tytułem, nie jest to remake Maski szatana, ale adaptacja opowiadania Gogola osadzona w czasach współczesnych.
Maska szatana stanowiła przełom we włoskim kinie i dzięki niej włoski horror uzyskał międzynarodową renomę, zaś Barbara Steele stała się jedną z jego twarzy. Kim Newman określił ją „włoską ikoną grozy” i napisał, że z jej postacią włoskie kino grozy skupiło się na „niszczycielskim wpływie seksualnie prowokującej czarownicy/wampir na nieszczęsną męskość”. Później Steele wystąpiła w wielu horrorach, takich jak Studnia i wahadło (1961) Rogera Cormana, L’Orribile segreto del Dr. Hichcock (1962) i Lo Spettro (1963) Riccardo Fredy: “Było mi bardzo trudno zrobić te wszystkie horrory w tym szczególnym momencie mojego życia. Trudne jest to, że większość reżyserów domaga się ekscesów w aktorstwie. Chcą bardzo wyrazistej reakcji przez cały czas, co jest w porządku na razie, ale na dłuższą metę wydaje się nieco przesadne (...) kobiecie trudno to zrobić”. Steele później powiedziała, że Maska szatana była prawdopodobnie najlepszym filmem tego gatunku, jaki zrobiła: „ale nie wydaje mi się, żeby był najlepszy dla mnie jako aktorki. Klatka po klatce jest taka piękna..., ale każdy mógł zagrać rolę tej dziewczyny”. Bava za pośrednictwem swoich agentów poprosił Steele o zagranie Nevenki w jego filmie La frusta e il corpo; lecz nigdy do tego nie doszło. Zapytana o to w 2002 roku, Steele stwierdziła, że zaproszenie nigdy jej nie dotarło, ale byłaby bardzo szczęśliwa je przyjąć.
Tematyka Inkwizycji z otwierającą sceną Maski demona była nawiązywana w wielu horrorach w latach 60. i później, w tym meksykański El Barón del terror (1962) Chano Uruety, włosko-hiszpański La cripta e l’incubo (1964) Camillo Mastrocinque’a, Il boia scarlatto (1964) Massimo Pupillo, brytyjsko-jugosłowiański-włoski The She Beast (1966) Michaela Reevesa oraz erefenowski Die Schlangengrube und das Pendel (1967) Haralda Reinla. Tim Burton wykorzystał materiał z filmu Jeźdźcu bez głowy (1999), zwłaszcza w scenie, w której Lisa Marie wyłania się z żelaznej dziewicy z twarzą wybitą jak Asa. Burton wyróżnił Bavę jako główny wpływ na jego pracę, stwierdzając, że „jednym z filmów, który prześladuje mnie najbardziej, jest bez wątpienia Maska szatana”. Burton zaprezentował film w ramach programu Monsterfest w AMC w październiku 1998 roku.
Jego popularność wpłynęła na inne włoskie filmy, takie jak I motorizzati (1962), gdzie Ugo Tognazzi gra podatnego na wpływy fana horrorów, który jest przerażony Maską szatana.
Maska Demona oznaczała wzrost poziomu przemocy pokazywany na ekranie. Przed filmem Bavy wczesne filmy Fishera dla Hammer Film Productions próbowały przesuwać granice; Przekleństwo Frankensteina użył makijażu do przedstawienia dzikości potwora, Drakula miał swoje najkrwawsze sceny wycięte przez brytyjską Radę Cenzorów Filmowych, a przemoc w Psie Baskerville’ów (1959) została wyrażona w samych ramach narracji. Przemoc w Psychozie Alfreda Hitchcocka (1960), wydanej tydzień wcześniej niż Maska diabła, była reprezentowana przez sugestię, słynną scenę pod prysznicem, wymagającą szybkiego montażu. Ten poziom przemocy można było później znaleźć w innych włoskich filmach gatunkowych, takich jak spaghetti western i giallo, zwłaszcza Sei donne per l’assassino (1964) Bavy i filmów giallo Dario Argento i Lucio Fulciego.
Maska szatana stara się łączyć erotyzm i horror, w szczególności erotyzm torturowanego ciała – trend, który eksplorowali inni europejscy twórcy horrorów, tacy jak Jean Rollin i Jesús Franco.